# Liste der denkmalgeschützten Objekte in Podgórzyn
Grundlage dieser Liste der denkmalgeschützten Objekte in Podgórzyn (Powiat Jeleniogórski) in der Woiwodschaft Niederschlesien sind die Listen des Narodowy Instytut Dziedzictwa (NID, deutsch Nationales Institut für Kulturerbe), siehe unter NID-Listen der Woiwodschaften unter "Wykaz zabytków nieruchomych wpisanych do rejestru zabytków" - Liste der unbeweglichen Denkmäler, eingetragen im Register der Denkmäler. 
Die folgenden Angaben ersetzen nicht die rechtsverbindliche Auskunft der Denkmalbehörde.

## Legende
- Lage: Angabe von Ort, Straßenname und Hausnummer des Kulturdenkmals. Der Link Standort führt zu verschiedenen Kartendarstellungen und nennt die Koordinaten des Kulturdenkmals.
- Objekt: Name, Bezeichnung oder die Art des Kulturdenkmals.
- Beschreibung: gibt die baulichen und geschichtlichen Einzelheiten des Kulturdenkmals an, vorzugsweise die Denkmaleigenschaften.
- NID-Nr.: Registriernummer des Kulturdenkmals entsprechend den Listen des Narodowy Instytut Dziedzictwa (NID, deutsch Nationalinstitut für Kulturerbe). Sie identifiziert das Kulturdenkmal eindeutig.
- Bild: zeigt ein Bild des Kulturdenkmals und gegebenenfalls einen Link zu weiteren Fotos des Kulturdenkmals im Medienarchiv Wikimedia Commons.

## Denkmalgeschützte Objekte in der GemeindePodgórzyn
Die denkmalgeschützten Objekte in der Gemeinde Podgórzyn (Giersdorf) im Powiat Jeleniogórski (Kreis Hirschberg) werden entsprechend der polnischen Denkmalliste nach den Ortsteilen aufgelistet.

### Głębock(Glausnitz)
| Lage                 | Objekt | Beschreibung                              | NID-Nr.     | Bild           |
| -------------------- | ------ | ----------------------------------------- | ----------- | -------------- |
| Głębock 7 (Standort) | Haus   | Haus Nr. 7 (Ende 18. Jh., Anfang 20. Jh.) | A/764/838/J | weitere Bilder |

### Marczyce(Märzdorf)
| Lage                    | Objekt                  | Beschreibung                             | NID-Nr. | Bild                    |
| ----------------------- | ----------------------- | ---------------------------------------- | ------- | ----------------------- |
| Marczyce 134 (Standort) | Wohn- und Geschäftshaus | Wohn- und Geschäftshaus Nr. 134/3 (1716) | A/1009  | Wohn- und Geschäftshaus |

### Miłków(Arnsdorf)
| Lage                               | Objekt                 | Beschreibung | NID-Nr.      | Bild                   |
| ---------------------------------- | ---------------------- | --- | ------------ | ---------------------- |
| Miłków (Standort)                  | Hedwigskirche          | röm.-kath. Pfarrkirche der Hl. Hedwig (18. Jh.) | A/765/1414   | weitere Bilder         |
| Miłków (Standort)                  | Friedhof               | Friedhof (1542), gehört zu Nr. 592111 | A/766/967/J  | weitere Bilder         |
| Miłków (Standort)                  | evang. Kirche (Ruine)  | Ruine der evangelischen Kirche (1755), Denkmalensemble mit Friedhof | A/770/925/J  | weitere Bilder         |
| Miłków (Standort)                  | Friedhof               | Friedhof (1755), gehört zu A/770/925/J | ohne         | Friedhof               |
| Miłków, ul. Wiejska 218 (Standort) | Schlossanlage Arnsdorf | Schloss Miłków (1667, 2. Hälfte 19. Jh.) – Denkmalensemble, zusammen bestehend aus Schloss (A/767/522/J), Park (A/769/507/J), Gästehaus (A/768/1324/J) und Stallgebäude. |              | Schlossanlage Arnsdorf |
| Miłków, ul. Wiejska 218 (Standort) | Schloss Arnsdorf       | Schloss Miłków (17. Jh., 1768) | A/767/522/J  | weitere Bilder         |
| Miłków, ul. Wiejska 218 (Standort) | Park                   | Park (2. Hälfte 19. Jh.) | A/769/507/J  | weitere Bilder         |
| Miłków, ul. Wiejska 218 (Standort) | Gästehaus              | Villa (Gästehaus) (19./20. Jh.) | A/768/1324/J | Gästehaus              |
| Miłków, ul. Wiejska 218 (Standort) | Stall                  | Stall (19./20. Jh.), zugehörig zum Denkmalensemble Schlossanlage Arnsdorf                                                                                                | ohne         | Stall                  |

### Podgórzyn(Giersdorf)
| Lage                 | Objekt                | Beschreibung                                                                                      | NID-Nr.     | Bild                |
| -------------------- | --------------------- | ------------------------------------------------------------------------------------------------- | ----------- | ------------------- |
| Podgórzyn (Standort) | Dreifaltigkeitskirche | röm.-kath. Pfarrkirche der Hl. Dreifaltigkeit (15., 18. und 19. Jh.)                              | A/771/1416  | weitere Bilder      |
| Podgórzyn (Standort) | Friedhof              | Friedhof (Ende 18. Jh.), Denkmalensemble mit Leichenhalle und Tor                                 | A/772/966/J | Friedhof            |
| Podgórzyn (Standort) | Leichenhalle          | Leichenhalle (Ende 18. Jh.), zugehörig zum Friedhof (A/772/966/J)                                 | ohne        | Leichenhalle        |
| Podgórzyn (Standort) | Tor                   | Tor (Ende 18. Jh.), zugehörig zum Friedhof (A/772/966/J)                                          | ohne        | BW                  |
| Podgórzyn (Standort) | ehem. evang. Kirche   | ehem. evang. Kirche, jetzt röm.-kath. Pfarrkirche der Mutter Gottes von Tschenstochau (1778–1780) | A/773/520   | ehem. evang. Kirche |

### Przesieka(Hain im Riesengebirge)
| Lage                                   | Objekt | Beschreibung | NID-Nr.     | Bild  |
| -------------------------------------- | ------ | ------------ | ----------- | ----- |
| Przesieka, ul. Karkonoska 3 (Standort) | Mühle  | Mühle (1803) | A/774/847/J | Mühle |

### Sosnówka(Seidorf)
| Lage                                   | Objekt              | Beschreibung                                                                               | NID-Nr.      | Bild               |
| -------------------------------------- | ------------------- | ------------------------------------------------------------------------------------------ | ------------ | ------------------ |
| Sosnówka (Standort)                    | Martinskirche       | röm-kath. Filialkirche St. Martin (18. Jh.)                                                | A/777/1422   | weitere Bilder     |
| Sosnówka, ul. Karkonoska 17 (Standort) | Gasthaus (Karczma)  | Gasthaus, ehemaliges Wirtschaftsgebäude (1834)                                             | A/778/1312/J | Gasthaus (Karczma) |
| Sosnówka (Standort)                    | ehem. evang. Kirche | ehem. evang. Kirche, jetzt röm.-kath. Pfarrkirche Mutter Gottes vom Ostrobrama (1818–1820) | 44/A/01      | weitere Bilder     |
| Sosnówka (Standort)                    | Annenkapelle        | Kapelle der Hl. Anna (1718–1719)                                                           | A/775/658/J  | weitere Bilder     |

### Staniszów(Stonsdorf)
| Lage                     | Objekt                           | Beschreibung | NID-Nr.      | Bild                    |
| ------------------------ | -------------------------------- | --- | ------------ | ----------------------- |
| Staniszów (Standort)     | Pfarrkirche Verklärung des Herrn | röm.-kath. Pfarrkirche Verklärung des Herrn (15. und 16. Jh.)                                                                           | A/779/1423   | weitere Bilder          |
| Staniszów (Standort)     | Friedhof                         | Friedhof (17. Jh.) | A/780/952/J  | weitere Bilder          |
| Staniszów 23 (Standort)  | Herrenhaus                       | Herrenhaus im Niederdorf Staniszów (jetzt „Pałac na Wodzie“) (18./19. Jh.)                                                              | A/785/600/J  | weitere Bilder          |
| Staniszów 68 (Standort)  | Herrenhaus                       | Herrenhaus (1780–1790) | A/786/1280/J | weitere Bilder          |
| Staniszów 100 (Standort) | Schlossanlage Stonsdorf          | Denkmalensemble Schloss Staniszów im Oberdorf (18./19. Jh.) mit Schloss, Orangerie, Park und diversen Wirtschaftsgebäuden               |              | Schlossanlage Stonsdorf |
| Staniszów (Standort)     | Schloss Stonsdorf                | Schloss (18./19. Jh.), zugehörig zum Denkmalensemble Schlossanlage Stonsdorf.                                                           | A/781/878/J  | weitere Bilder          |
| Staniszów (Standort)     | Orangerie                        | Orangerie (18./19. Jh.), zugehörig zum Denkmalensemble Schlossanlage Stonsdorf.                                                         | ohne         | Orangerie               |
| Staniszów (Standort)     | Park                             | Park (18./19. Jh.) nach Plänen von Peter Joseph Lenné, zugehörig zum Denkmalensemble Schlossanlage Stonsdorf.                           | /782/862/J   | weitere Bilder          |
| Staniszów (Standort)     | Nebengebäude                     | landwirtschaftliche Nebengebäude, zugehörig zum Denkmalensemble Schlossanlage Stonsdorf.                                                | A/787/2/1-4  | weitere Bilder          |
| Staniszów (Standort)     | Kuhstall                         | Kuhstall (Ende 18. Jh.), zugehörig zum Denkmalensemble Schlossanlage Stonsdorf.                                                         | A/787/1      | BW                      |
| Staniszów (Standort)     | Scheune                          | Scheune (Ende 19. Jh.), zugehörig zum Denkmalensemble Schlossanlage Stonsdorf.                                                          | A/787/2      | BW                      |
| Staniszów (Standort)     | Speicher                         | Speicher (Ende 19. Jh.), zugehörig zum Denkmalensemble Schlossanlage Stonsdorf.                                                         | A/787/3      | BW                      |
| Staniszów (Standort)     | Wohnhaus                         | Wohnhaus (Ende 19. Jh.), zugehörig zum Denkmalensemble Schlossanlage Stonsdorf.                                                         | A/787/4      | BW                      |
| Staniszów ()             | Gutsgelände                      | Umgebung der Wirtschaftsgebäude, zugehörig zum Denkmalensemble Schlossanlage Stonsdorf.                                                 | A/1909       |                         |
| Staniszów 111 (Standort) | Herrenhaus                       | Herrenhaus (18. Jh., um 1830, Anfang 20. Jh.), mit Park und Einfriedung                                                                 | A/783/1175/J | weitere Bilder          |
| Staniszów (Standort)     | Park                             | Park (Anfang 19. Jh.), zugehörig zu A/783/1175/J                                                                                        | A/784/912/J  | weitere Bilder          |
| Staniszów (Standort)     | Umzäunung                        | Umzäunung mit Tor (Anfang 19. Jh.), zugehörig zu A/783/1175/J                                                                           | ohne         | Umzäunung               |
| Staniszów (Standort)     | Heinrichsburg                    | ehem. Jagdschloss des Grafen Heinrich XXXVIII. Reuß zu Köstritz (1748–1835), jetzt künstliche Ruine, genannt Heinrichsburg (1806, 1842) | A/1070       | weitere Bilder          |

## Ehemalige denkmalgeschützte Objekte
| Lage                                      | Objekt | Beschreibung                                                    | NID-Nr. | Bild |
| ----------------------------------------- | ------ | --------------------------------------------------------------- | ------- | ---- |
| Sosnówka Górna, ul. św. Anny 3 (Standort) | Haus   | Haus neben der Annenkapelle (Ende 19. Jh.), nicht mehr existent | 788/J   | Haus |